# Dunav osiguranje Beograd
Dunav osiguranje Beograd (code BELEX : DNOS) est une entreprise serbe qui a son siège social à Belgrade, la capitale de la Serbie. Elle travaille dans le secteur des assurances. Elle entre dans la composition du BELEXline, l'un des indices principaux de la Bourse de Belgrade.

## Histoire
Dunav osiguranje Beograd a été admise au libre marché de la Bourse de Belgrade le 23 décembre 2004.
En 2014, Mirko Petrović remplace Marko Ćulibrko au poste de directeur général de Dunav et réduit de moitié son salaire. En 2015, l'ancienne directrice générale de Dunav, Milenka Jezdimirović, est arrêtée pour des faits de détournements de fonds d'une hauteur de RSD 365 millions durant la période 2010-2012. En 2012, l'entreprise enregistrait une perte de RSD 1,4 milliard.
En 2021, Dunav signe un partenariat avec Telekom Srbija, Pošta Srbije, et Banka Poštanska štedionica pour que les quatre entreprises partagent leurs points vente pour distribuer leurs produits respectifs.

## Description

### Activités
Dunav osiguranje propose des assurances pour les véhicules à moteur et les transports, des assurances pour les biens et les personnes, des assurances-vie ainsi que des assurances liées à l'agriculture. La compagnie dispose de 29 agences principales et de 600 points de vente.
Dunav Osiguranje possède 7 filiales : Dunav Re, une compagnie de réassurance, Dunav penzije, un fonds de pension, Dunav auto, Dunav Stockbroker, qui travaille dans les investissements et le commerce, la banque Dunav banka Beograd, et Dunav osiguranje Banja Luka, une compagnie d'assurances située dans la république serbe de Bosnie (Bosnie-Herzégovine).

### Autres activités
Dunav turist gère la station touristique Dunav dans les monts Zlatibor, composée d'un hôtel quatre étoiles disposant de 24 chambres, un restaurant et des bars, un centre de congrès et un centre de remise en forme.

## Données boursières
Le 29 mars 2013, l'action de Dunav osiguranje Beograd valait 690 RSD (6,18 EUR). Elle a connu son cours le plus élevé, soit 17 000 RSD (152,42 EUR), le 16 avril 2007 et son cours le plus bas, soit 565 RSD (5,06 EUR), le 26 septembre 2012.
Le capital de Dunav osiguranje Beograd est détenu à hauteur de 94,61 % par des sociétés à capital social, dont 10,11 % par la Komercijalna banka Beograd.